# Музейна вулиця (Чернігів)
Ву́лиця Музе́йна — вулиця в обласному центрі України м. Чернігові. Із 1961 року — Максима Горького.
19 лютого 2016 року частину колишньої вулиці Горького до вул. Преображенської названо Музейна.

## Історія
Найдавніший культурний шар місцевості, де нині пролягає вулиця Музейна, датується VII–XI ст., коли тут розташовувалось давнє городище.
Вже у XII ст. відмічається формування структури майбутньої магістралі — Лоєвського шляху. Зокрема, в період князювання Володимира Мономаха на сучасному західному боці вулиці в районі розміщення будівлі Чернігівського художнього музею було зведено комплекс Нового князівського двору. У 1186 р. на замовлення князя Святослава Всеволодовича на сучасному початку вулиці (східна сторона) споруджено кам'яну церкву Благовіщення Господнього. У XIII ст. основна маса будівель тут була знищена татарською навалою. У середині XVII ст. рештки церкви було розібрано, натомість зведено дерев'яний храм Благовіщення, що теж не зберігся. Тут також знаходився гарматний двір.
Найбільших змін вулиця зазнала в XIX ст. у зв'язку з ліквідацією Чернігівської фортеці та перетворенням у 1802 р. міста на губернський центр. У 1805 р. Чернігову було надано новий регулярний план, що передбачав часткову зміну існуючої до того сітки вулиць та їх перебудову. Крім того, потрібно було також звести ряд адміністративних споруд. Таким чином було створено нову вулицю — Катерининську, що йшла територією Дитинця паралельно вулиці Преображенській за аналогією до колишньої Замкової вулиці, що вела до цитаделі Дитинця від Прогорілих воріт.
Після російської інтервенції до УНР та встановлення більшовицької влади, вулиця Катерининська була названа іменем С. Лозовського, а з 1930-х — пролетарського письменника Максима Горького. У 1961 році була об'єднана з колишньою вулицею Леніна під загальним годонімом: вулиця Горького.
На замовлення генерал-губернатора О. Куракіна у 1804–1806 рр. на прилеглій до Гончої вул. Катерининській зведено так званий Будинок губернатора, де з листопада 1821 до 1919 рр. містилась Чернігівська класична чоловіча гімназія. Згодом, далі на захід у 1850–1854 рр. було прибудовано додатковий корпус пансіону з гімназичним спортзалом. Після 1919 р. у споруді розміщувався 1-й Радянський Український музей. У 1951–1964 рр. — Чернігівський зооветеринарний технікум, згодом — чернігівська філія Київського політехнічного інституту. Від 1977 р. тут розташовується Чернігівський обласний історичний музей імені Василя Тарновського.
Орієнтовно у 1806 р. споруджено будівлю Чернігівської поштової контори для обслуговування поштового тракту Москва — Київ, заснованого згідно з царським указом 7 червня 1672 р. За однією із версій, саме наявність поштової контори спричинила до появи одну з попередніх назв вулиці — Гонча. Однак через транспортні незручності, які створювала діяльність відомства, у середині XIX ст. контору перенесли спершу на вул. Красну, а згодом — на Олександрівську площу. У колишній будівлі розмістилось Губернське казначейство. Після 1917 р. тут розміщується бібліотека Будинку Червоної армії. Після Німецько-радянської війни будівлю займала їдальня Чернігівського річкового порту, згодом — Палац урочистих подій.
На початку XIX ст. було також зведено будівлю Повітової земської управи, яку у різні роки очолювали І. Дурново, І. Дунін-Борковський, О. Тищинський, В. Варзар. Гласним був також І. Рашевський.
Упродовж 1859–1870 рр. йшло спорудження будівлі для Губернського Дворянського зібрання. Автором проекту виступив архітектор Д. Єфімов, участь також брали архітектори О. Брюллов, І. Демут-Малиновський та К. Скаржинський. У 1877–1878 рр. у будівлі розташовувався військовий шпиталь для поранених і полонених турків. Про той період та ставлення містян до полонених нагадує елегія Л. Глібова (рос.):
|  | Ахъ, почему не турокъ я! В плѣну я жилъ бы с наслажденьемъ; Была бъ согрѣта грудь моя Сердечныхъ барынь умиленьемъ. И я услышалъ бы порой Привѣтъ красавицъ ясноокіхъ: «О мусульманчикъ дорогой! Нашъ купидонъ въ штанахъ широкихъ!» Мнѣ приказаніе дано: На караулѣ оставаться И – что покажется смѣшно – На всю губернію смѣяться. |

У актовій залі будівлі неодноразово відбувалися важливі для міста події: концерти М. Лисенка та піаніста М. Листовичного, виступи самодіяльного театру О. Марковича, спектаклі та вечори за участю М. Заньковецької, Л. Собінова та ін. 3 січня 1897 р. тут було вперше у Чернігові продемонстровано сінематограф. У будівлі відбувалися також ювілейні заходи та громадські зібрання, як от святкування 4 березня 1900 р. 25-річчя адвокатської діяльності І. Шрага, де виголошувались проукраїнські ідеї та промови. У 1908 р. тут відбувався XIV археологічний з'їзд, а впродовж тижня 1924 р. під час відвідин Чернігова тут мешкав М. Грушевський. Після 1917 р. за тодішньою пролетарською модою будівлю позначили абревіатурою — «ОЛИЗАРОК» (рос.); на той час тут розмістились організації культури та губернська міліція, згодом — Будинок Червоної армії. Споруда зруйнована під час бомбардувань у серпні 1941 р.
У 1899 р. на розі Гончої та Катерининської зведено будівлю для Чернігівської жіночої гімназії. З 1919 р. в ній містилася трудова школа № 2 ім. Леніна. Від 1983 р. тут розташований Чернігівський обласний художній музей імені Григорія Галагана. Перед спорудою також знаходилося погруддя Леніна, демонтоване у 1992 р.
У 1902 р. зведено будівлю для Чернігівського реального училища. У 1917–1918 рр. споруду займав штаб червоногвардійського загону під командуванням О. Соколовського. З 1919 р. — Інститут народної освіти, а з 1933 р. — Вища комуністична сільськогосподарська школа. По відновленню споруди після Німецько-радянської війни тут розташувався Чернігівський кооперативний технікум.
Разом з будівлею Губернського Дворянського зібрання, Будинком архієпископа, Будинком губернатора та східним фасадом Спасо-Преображенського собору, будівля Чернігівської жіночої гімназії завершила формування каре створеної у 1885 р. за розпорядженням губернатора О. Анастасьєва Гімназичної площі між вулицями Гончою, Катерининською, Мстиславською та Преображенською. 20 березня 1895 р. на Гімназичній площі М. Зюковим було встановлено електричний ліхтар на 1200 свічок.
На довершення ансамблю у 1900 р. за проектом Г. Коваленка на площі (фасом до будівлі Губернського Дворянського зібрання) було споруджено пам'ятник Олександрові Пушкіну, після чого міська дума постановила іменувати сквер перед фасадом Будинку губернатора Пушкінським сквером.
Упродовж 1903–1905 рр. на південній лінії Соборної площі йшло зведення будівлі Дворянського пансіону. Проєкт втілювався з ініціативи очільника губернського дворянства та Губернської земської управи О. О. Муханова. У 1918 р. тут перебував штаб кайзерівських військ та одночасно аудиторії Учительського інституту під орудою О. П. Фльорова. До Другої світової війни в будівлі був розташований міськком КП(б)У. Будівля була спалена під час бойових дій, при повоєнній відбудові в 1947–1955 рр. розібрана.

## Конфлікт у забудові
У 2004 р. Чернігівська міська рада на 13-й сесії 24-го скликання ухвалила рішення про передачу приватній фірмі земельної ділянки площею 0,5447 га на території Валу для спорудження готельно-туристичного комплексу «Дворянське зібрання».
Реалізація проекту розпочалася у 2007 році, проте згодом виявилося, що забудовник не в змозі виконати свої зобов'язання.
Після цього почалася судова тяганина, що закінчилася поставною суду, яка зобов'язала забудовника розібрати недобудову.

## Пам'ятки архітектури та історії, інфраструктура та об'єкти
Споруди
- буд. № 1 — будівля Повітової земської управи (поч. XIX ст.);

На цей час: адвокатська контора
- буд. № 2 — спортивні школи ФСТ «Спартак»;
- буд. № 3 — будівля Чернігівського реального училища (1902 р., арх. Д. Савицький, стиль класицизм, модерн);

На цей час: Чернігівський кооперативний технікум
Пам'ятні дошки:
1. Десняку Олексі
2. Збанацькому Юрію
3. Кожару Ігору
4. Товстусі Івану (дем.)
5. Штабу червоногвардійського загону (дем.)

- буд. № 4 — Будинок губернатора (1804–1806 рр., арх. А. Захаров, стиль класицизм);

На цей час: Чернігівський обласний історичний музей імені Василя Тарновського
Пам'ятні дошки:
1. Глібову Леоніду
2. Кочерзі Івану
3. Коцюбинському Юрію та Примакову Віталію (дем.)

- буд. № 5а — будівля спортзалу Чернігівської чоловічої класичної гімназії (1910 р.);

На цей час: СДЮШОР «Олімпієць» ФСТ «Україна»
Пам'ятні дошки:
1. Першому губернському з'їзду Рад (дем.)

- буд. № 5б — Будинок Лизогуба (1690-ті, стиль українське бароко);

На цей час: фондосховище Чернігівського історичного музею
- буд. № 6 — будівля Чернігівської жіночої гімназії (1899 р., арх. Д. Савицький, стиль класицизм);

На цей час: Чернігівський обласний художній музей імені Григорія Галагана та галерея «Пласт-АРТ»
Пам'ятні дошки:
1. Соколовській Софії (дем.)

- буд. № 8 — будівля Чернігівської поштової станції (орієнтовно 1806 р., арх. А. Карташевський (?), стиль класицизм);

Пам'ятники та пам'ятні знаки
- Пам'ятник Олександрові Пушкіну (дем.) (1900 р., авт. проєкту Г. Коваленко; автор моделі К. Берто, скульптор Р. Бах)

## Галерея

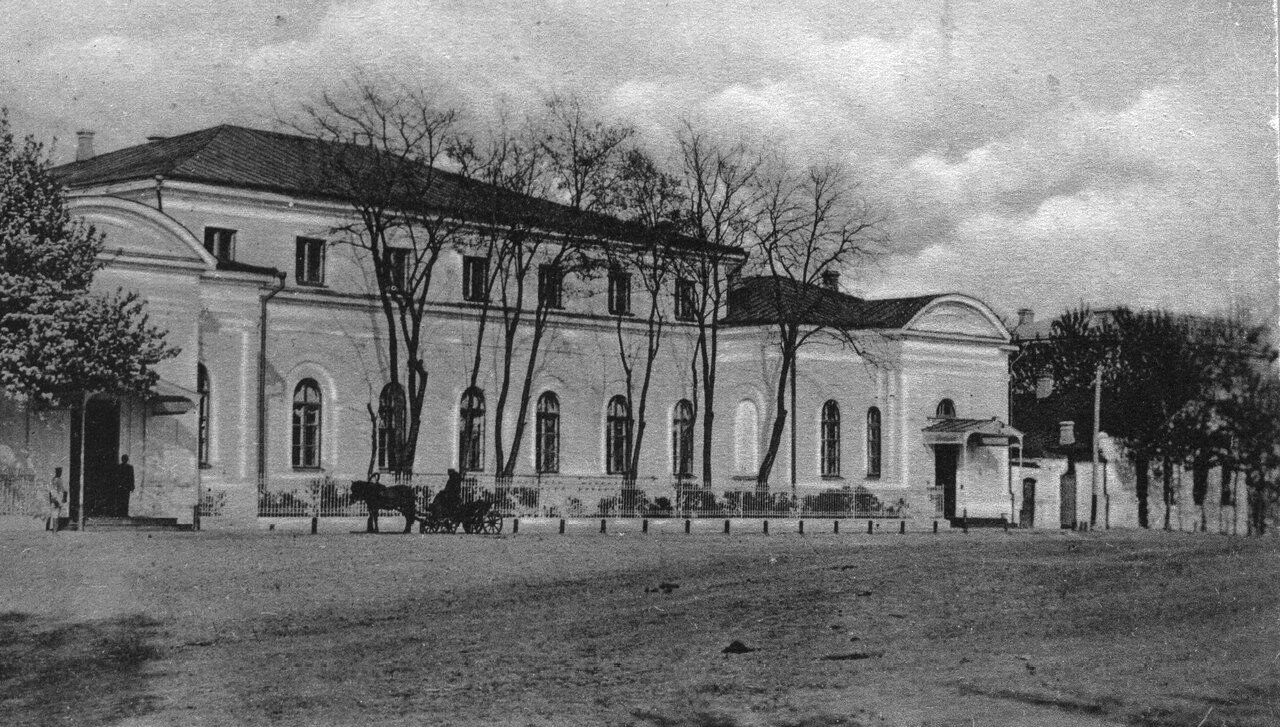
Будівля Чернігівського Губернського Дворянського зібрання, 1859–1870 рр. (не збереглась)
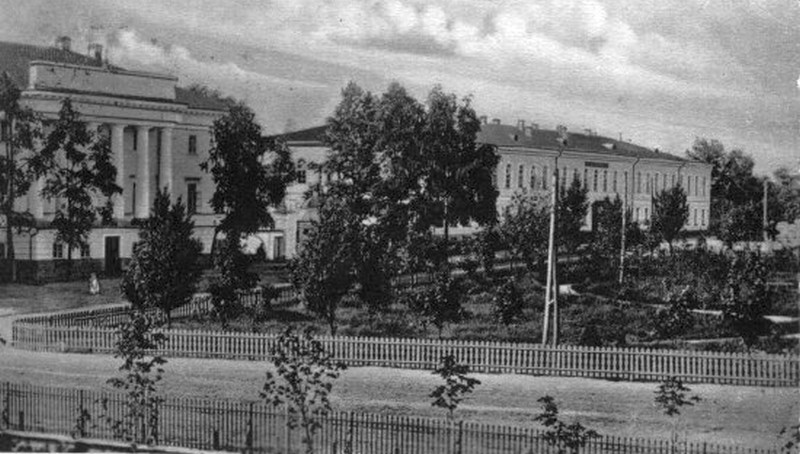
Комплекс Гімназичної площі. На задньому плані — корпус пансіону Чоловічої класичної гімназії, 1854 р. (не зберігся)
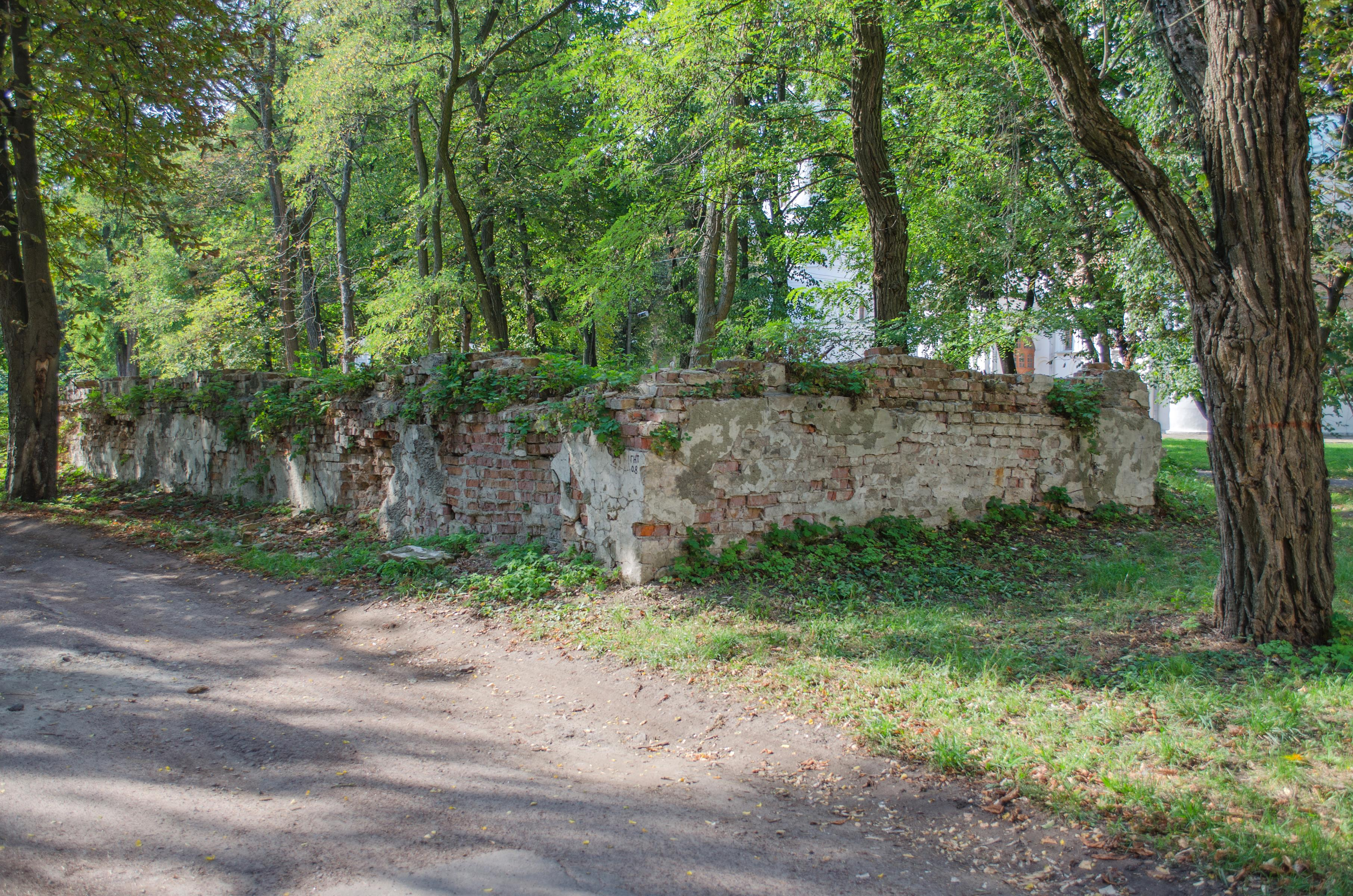
Рештки фундаментів корпусу пансіону Чоловічої класичної гімназії
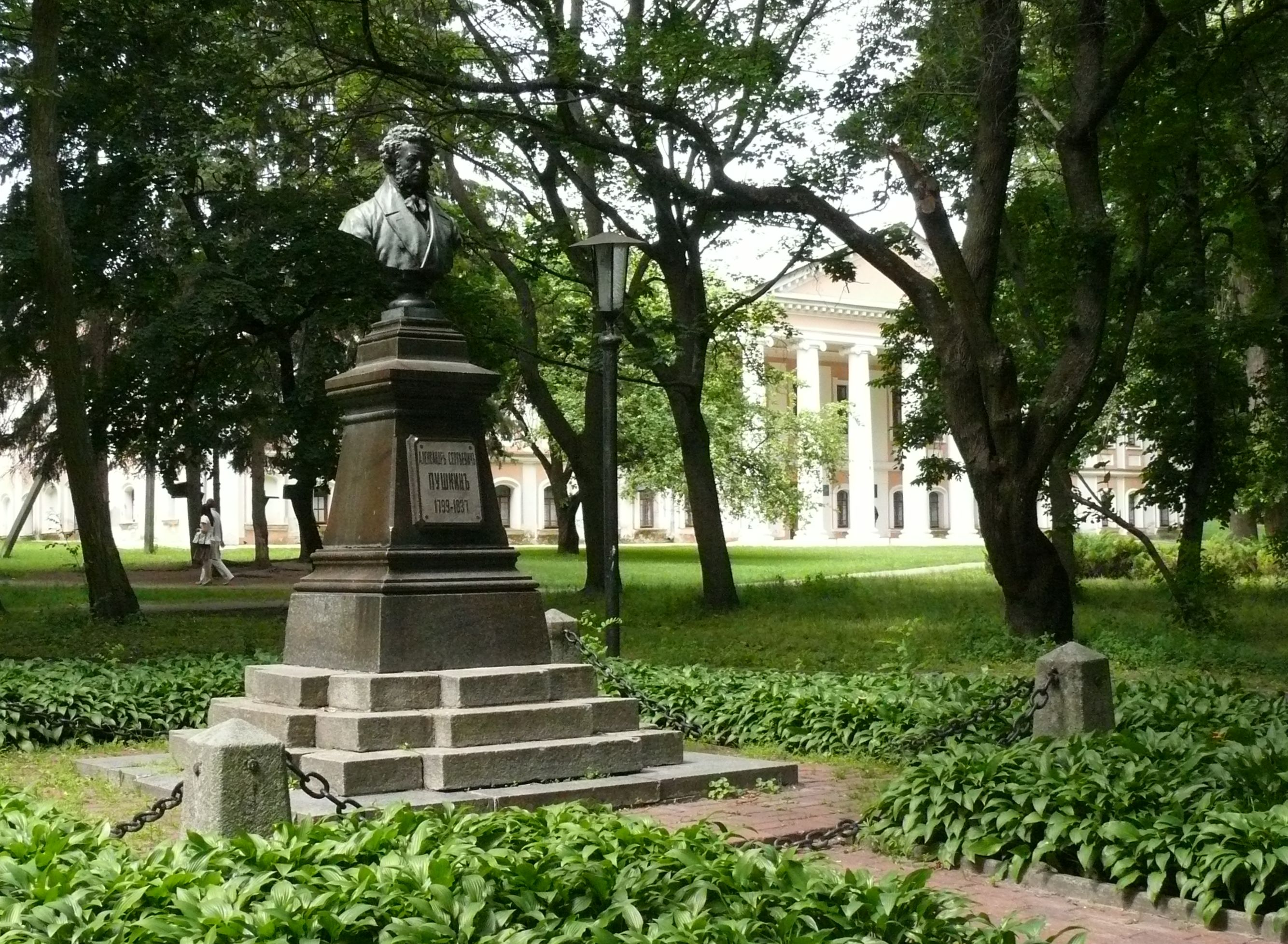
Пам'ятник Олександрові Пушкіну, 1900 р.
Будівля Чернігівської повітової земської управи, початок XIX ст.
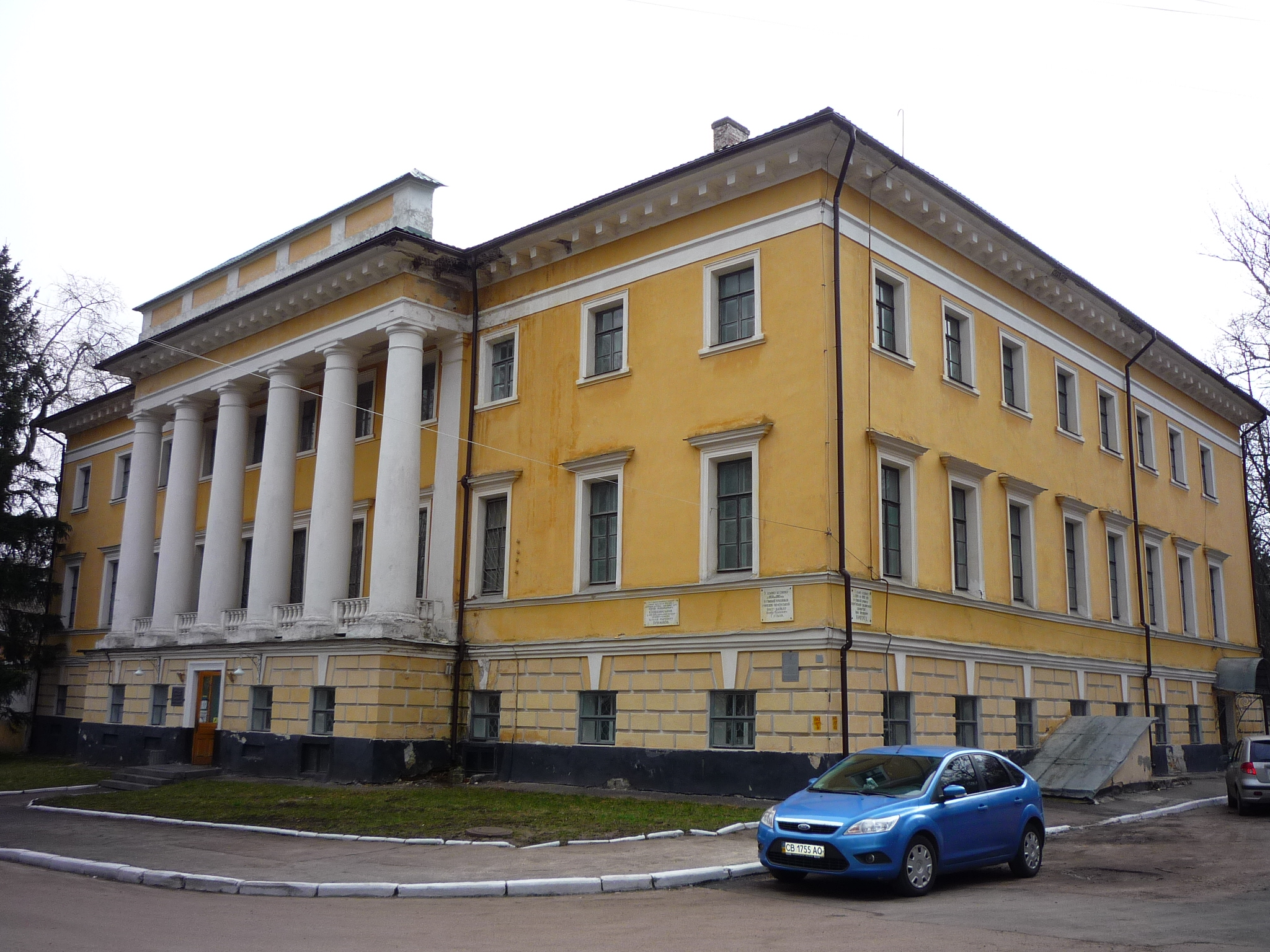
Будівля Чернігівської чоловічої класичної гімназії, 1805 р. (нині — Чернігівський історичний музей)
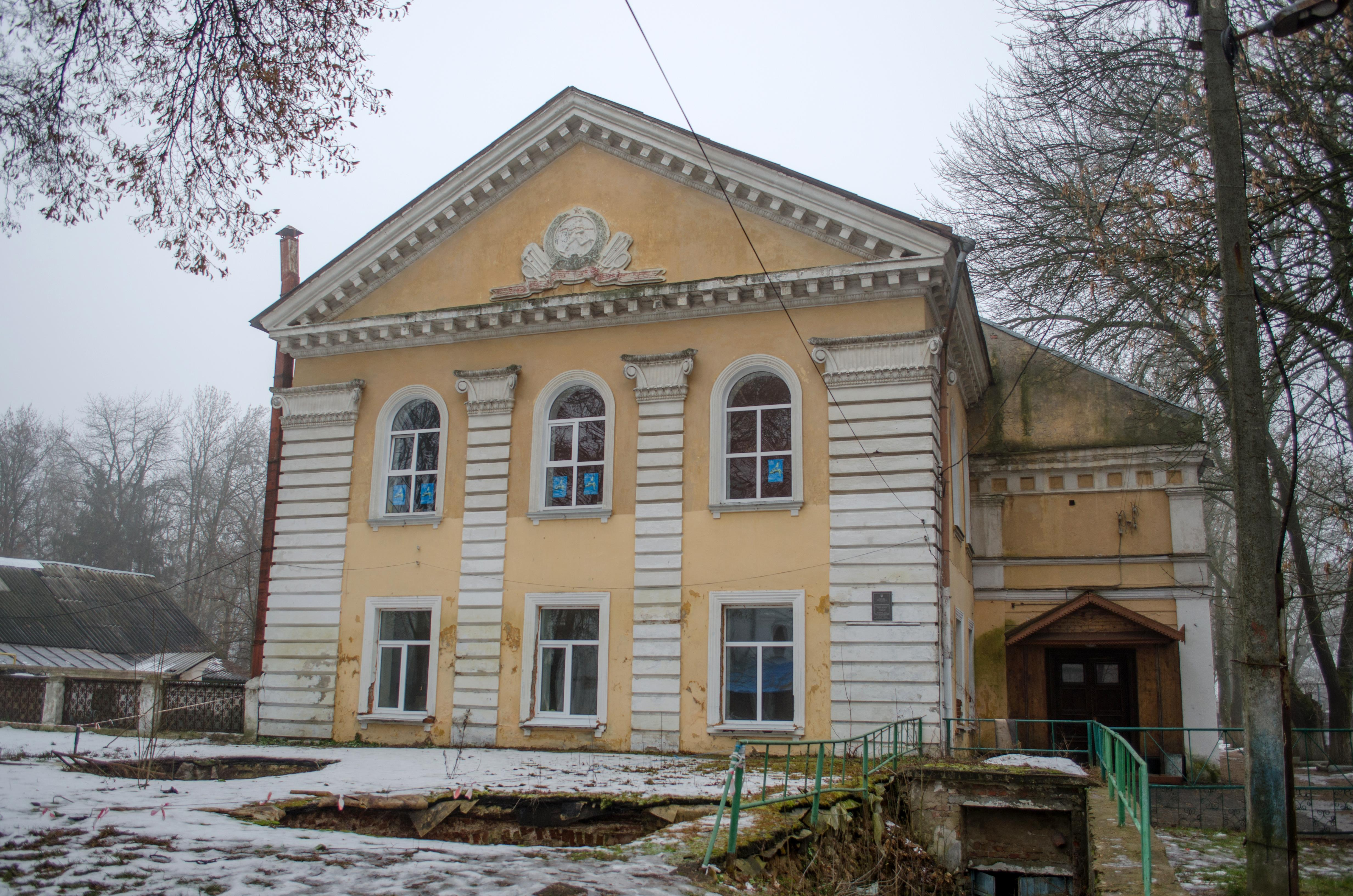
Будівля гімназичного спортзалу (нині — СДЮШОР «Олімпієць» ФСТ «Україна»)
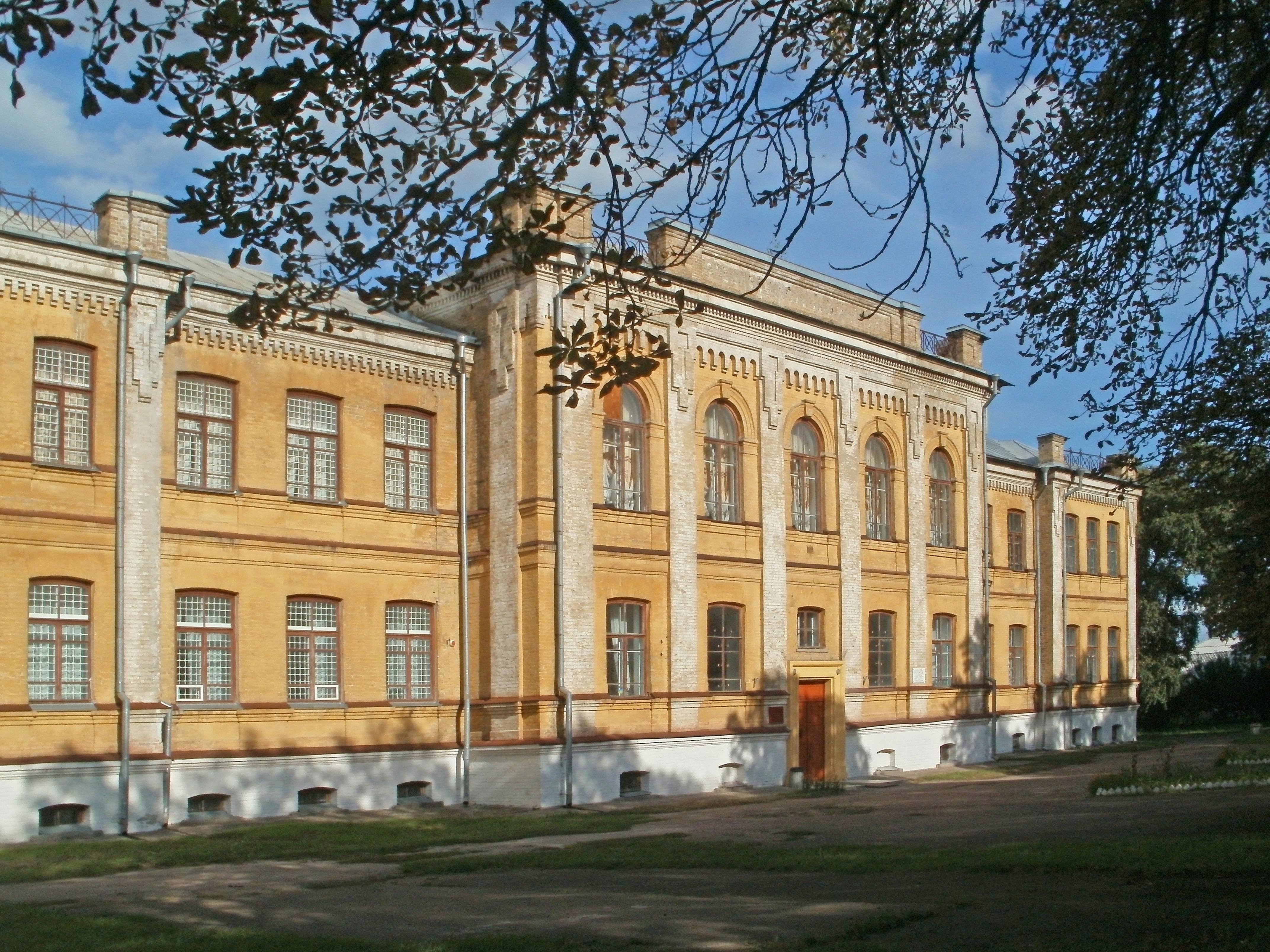
Будівля Чернігівської жіночої гімназії, 1899 р. (нині — Чернігівський художній музей)
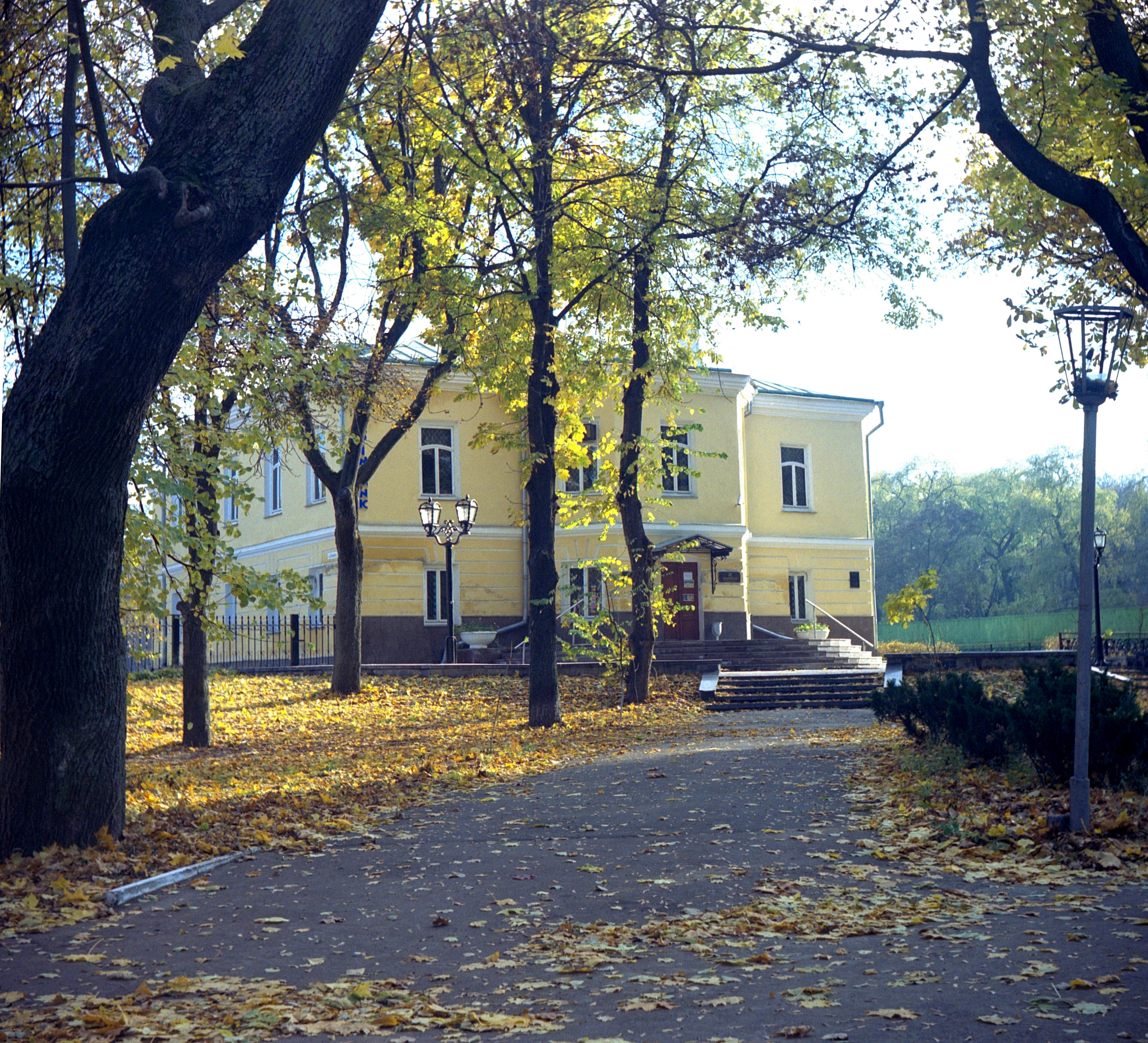
Будівля Поштової контори, початок XIX ст.
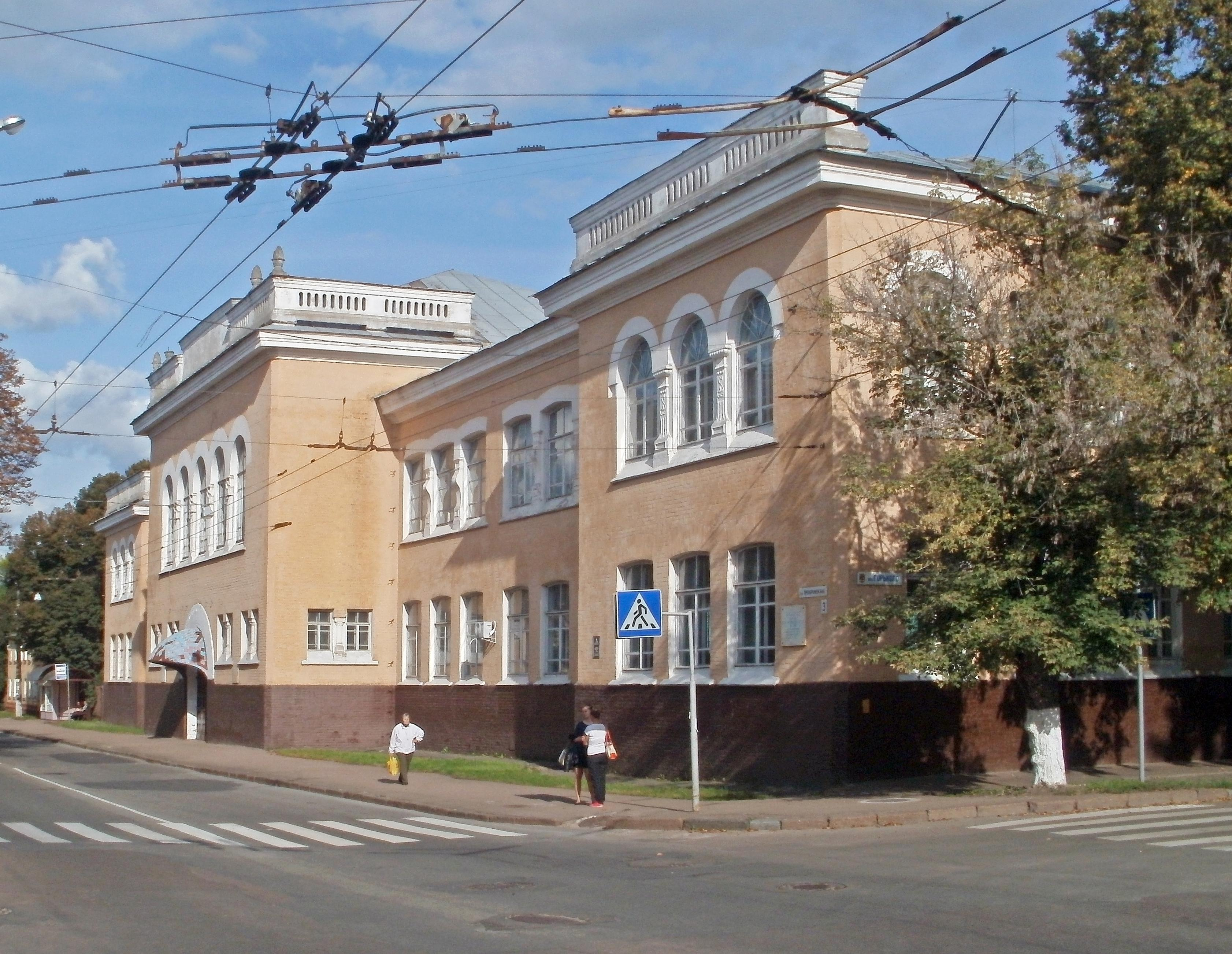
Будівля Чернігівського реального училища, 1902 р. (нині — Кооперативний технікум)